# صناعة الطاقة المتجددة

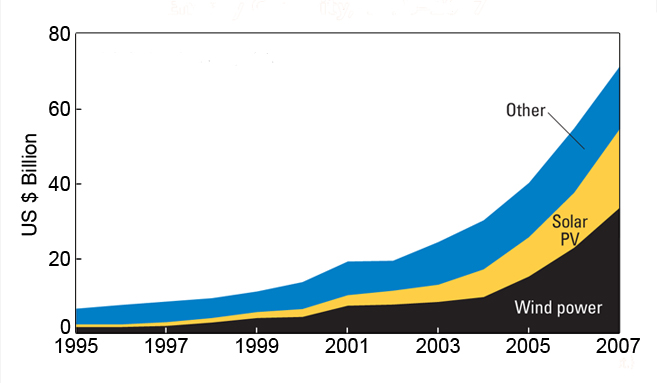
النمو في الاستثمار الذي شهده قطاع الطاقة المتجددة حول العالم (1995-2007)

صناعة الطاقة المتجددة هي جزء من صناعة الطاقة يركز على تقنيات الطاقة المتجددة الحديثة والمناسبة. حظيت هذه الصناعة الناشئة باهتمام المستثمرين الكبير في جميع أنحاء العالم في السنوات الأخيرة. ظهر ذلك في العديد من الحالات على شكل تجارة سريعة للطاقة المتجددة ونمو كبير في الصناعة. تُعتبر صناعة طاقة الرياح والألواح الضوئية (المصفوف الضوئي الجهدي) مثالًا حيًا عن ذلك.
ازدهرت صناعات الطاقة المتجددة خلال عام 2008، وبحلول شهر أغسطس من العام نفسه، كان هناك ما لا يقل عن 160 شركة طاقة متجددة تضامنية تصل قيمة رأسمالها في السوق إلى ما يزيد عن 100 مليون دولار. استُثمر قرابة 120 مليار دولار في مجال الطاقة المتجددة في جميع أنحاء العالم عام 2008.

## لمحة عامة
خلال عامي 2006 و2007، عاصرت العديد من شركات الطاقة المتجددة حالات إطلاق أسواق أوراق مالية، ما أدى إلى زيادة في رأسمال السوق تقدر بحوالي مليار دولار أو أكثر. كانت شركات المصفوف الضوئي الجهدي من بين تلك الشركات مثل شركة فيرست سولار (بالإنجليزية: First Solar) (الولايات المتحدة)، وشركة تراينا سولار (بالإنجليزية: Trina Solar) (الولايات المتحدة)، وسينترو سولار (بالإنجليزية: Centrosolar) (ألمانيا)، ورينوسولا (بالإنجليزية: Renosola) (المملكة المتحدة)، وشركة إيبردرولا لطاقة الرياح (إسبانيا)، والشركات المنتجة للوقود الحيوي مثل شركة فيرا سان إنرجي (بالإنجليزية: VeraSun Energy)، وأفينتين (بالإنجليزية: Aventine)، وباسيفيك إيثانول (بالإنجليزية: Pacific Ethanol).
ازدهرت صناعات الطاقة المتجددة خلال عام 2008، ورافق ذلك زيادة كبيرة في القدرات التصنيعية، وتنوعًا في مواقع التصنيع، وتغيرات في القيادة. بحلول شهر آب من عام 2008، كان هناك ما لا يقل عن 160 شركة طاقة متجددة تضامنية تصل قيمة رأسمالها في السوق إلى ما يزيد عن 100 مليون دولار. إذا ارتفع عدد الشركات المصنَّفة في تلك الفئة من 60 شركة عام 2005.
استُثمر ما يُعادل 150 مليار دولار في مجال الطاقة المتجددة على مستوى العالم عام 2009، تضمن ذلك الطاقة الجديدة (تمويل الأصول والمشاريع) ومصافي الوقود الحيوي. يعادل ذلك أكثر من ضعف قيمة استثمارات عام 2006 المُقدّرة بحوالي 63 مليار دولار. حدثت كل الزيادات تقريبًا نتيجة لاستثمار أكبر في مجال طاقة الرياح، والمصفوف الضوئي الجهدي الشمسي، والوقود الحيوي.
عام 2000، بلغت قيمة استثمار رأس المال المخاطر في مجال الطاقة البديلة 1% من قيمة استثمار رأس المال المخاطر الكلي. وازداد ذلك الرقم وصولًا إلى ما يعادل 20% عام 2007، إذ شكلت الطاقة الشمسية فقط حوالي 3% من قيمة أصول رأس المال المخاطر الكلي البالغة قيمته 33 مليار دولار. موّل رأس المال المخاطر أكثر من 60 شركة ناشئة في السنوات الثلاثة الأخيرة. ازدادت قيمة رأس المال المخاطر والأسهم الخاصة في شركات الطاقة البديلة بمقدار 167% عام 2006، وذلك وفقًا لمحللين الاستثمار في شركة نيو إنرجي فاينانس ليميتد (بالإنجليزية: New Energy Finance Limited).
وصلت قيمة الاستثمار الجديد في هذا القطاع إلى 148 مليار دولار أمريكي عام 2007، أي أكثر بحوالي 60 بالمئة من عام 2006، وذلك وفقًا لتقرير أجراه برنامج الأمم المتحدة للبيئة. جذب الاستثمار في طاقة الرياح ثلث رأس المال الجديد بينما جذبت الطاقة الشمسية خمسه. لكن يتزايد الاهتمام بالطاقة الشمسية بسرعة بسبب التقدم التكنولوجي الكبير الذي أدى إلى زيادة مقدارها 254% في الاستثمار في مجال الطاقة الشمسية. تتوقع الوكالة الدولية للطاقة استثمار 20 تريليون دولار في مشاريع الطاقة المتجددة في السنوات الـ22 القادمة.

## طاقة الرياح
في شهر ديسمبر من عام 2008، بلغت طاقة الإنتاج القصوى لطاقة الرياح 122000 ميجا واط في جميع أنحاء العالم، وبلغت قيمة الطاقة المُنتجة خلال عام 2008 فقط 28190 ميجا واط.

### الشركات
تُعتبر شركة فيستاس أكبر شركة مصنعة لتوربينات الرياح في العالم، وبلغت قيمة حصتها في السوق 20% من الحصة السوقية العالمية عام 2008. تدير الشركة مصانع في الدنمارك، وألمانيا، والهند، وإيطاليا، وبريطانيا، وإسبانيا، والسويد، والنرويج، وأستراليا، والصين، وتوظِّف أكثر من 20000 شخصًا حول العالم. بعد تراجع مبيعاتها عام 2005، استعادت الشركة قوتها وصُنّفت الشركة الأفضل على قائمة أفضل الشركات البيئية (بالإنجليزية: Top Green Company) لعام 2006.
كانت شركة جي إي إنرجي (بالإنجليزية: GE Energy) ثاني أكبر شركة لتصنيع توربينات الرياح في العالم عام 2008، وبلغت نسبة حصتها في السوق 19%. ركّبت الشركة أكثر من 5500 توربين رياح و3600 توربين مائي، وتتجاوز قدرتها على تركيب المعدات الخاصة بالطاقة المتجددة 160000 ميجا واط  حول العالم. اشترت شركة جي إي إنرجي أنظمة إنرون ويند (بالإنجليزية: Enron Wind) عام 2002، وقامت بعمليات طاقة نووية أيضًا.
كانت شركة غاميسا (بالإنجليزية: Gamesa)، التي تأسست عام 1976 بمقراتها في مدينة فيتوريا في إسبانيا، ثالث أكبر مصنّع للتوربينات الهوائية في العالم عام 2008، وتُعد من البناة الرئيسيين لمزارع الرياح. تقع أسواق غاميسا الرئيسية في أوروبا، والولايات المتحدة، والصين.
من بين الشركات الرئيسية الأخرى العاملة في مجال طاقة الرياح: سيمنز، وسوزلون، وسينوفيل، وغولدويند.

### الخطوط العامة
على الرغم من تأثر صناعة طاقة الرياح بالأزمة الاقتصادية العالمية لعامي 2009 و2010، إلا أن شركة بي تي إم للاستشارات توقعت نموًا محتملًا في المشاريع حتى عام 2013. بلغ متوسط النمو في التركيبات الجديدة حوالي 27.6% كل سنة على مدار السنوات الخمسة الأخيرة. بينما كان معدل النمو السنوي المتوقَّع لعام 2013 هو 15.7%. كان من المتوقع توليد أكثر من 200 غيغا واط من طاقة الرياح الجديدة قبل نهاية عام 2013. كما كان من المتوقع أن يصل تغلغل طاقة الرياح في السوق إلى 3.35% بحلول عام 2013 و8% بحلول عام 2018.

## الألواح الضوئية

### الشركات
أصبحت شركة فيرست سولار أكبر مصنِّع للخلايا الشمسية في العالم عام 2009، وينتج المنتج الواحد منها حوالي 1100 ميجا واط، وبلغت نسبة حصتها السوقية 13%. احتلت شركة سن تيك (بالإنجليزية: Suntech) المرتبة الثانية بإنتاج قدره 595 ميجا واط عام 2009، وبلغت نسبة حصتها السوقية 7%. بينما احتلت شركة شارب سولار (بالإنجليزية: Sharp Solar) المرتبة الثالثة بإنتاج أدنى بكثير وقدره 580 ميجا واط. احتلت شركة كيو سيلز (بالإنجليزية: Q-Cells) المرتبة الرابعة عام 2009 بإنتاج قدره 540 ميجا واط. احتلت شركات مثل ينغلي غرين إنرجي (بالإنجليزية: Yingli Green Energy)، وجي إيه سولار هولدينغز (بالإنجليزية: JA Solar Holdings)، وسن باور (بالإنجليزية: SunPower)، وكيوسيرا، وموتيك سولار (بالإنجليزية: Motech Solar)، وجين تيك (بالإنجليزية: GinTech) مراتب على قائمة أفضل عشرة شركات لعام 2009.

### الخطوط العامة
يرتفع متوسط معدل إنتاج الطاقة الشمسية حوالي 20% كل عام منذ عام 2002، ما يجعلها تقنية الطاقة الأسرع نموًا في العالم. مع نهاية عام 2009، تجاوز إنتاج تركيبات المصفوف الضوئي الجهدي العالمي التراكمي 21000 ميجا واط.
وفقًا لتقرير أجرته مبادرة تشاينا غرين تيك (بالإنجليزية: China Greentech) عام 2009، بالاشتراك مع شركة برايس ووتر هاوس كوبرز وغرفة التجارة الأمريكية في شنغهاي والذي أُطلق في العاشر من سبتمبر في مدينة داليان الصينية، من الممكن أن يكون الحجم التقديري لسوق التكنولوجيا الخضراء الصيني بين 500 مليار و1 تريليون دولار أمريكي سنويًا، أو حوالي 15% من الناتج الإجمالي المحلي المتوقع الصيني لعام 2013. مع عوامل النمو المحركة التابعة للسياسات الصينية التي تهدف إلى تطوير حلول متعلقة بالتكنولوجيا الخضراء، لعبت الصين دورًا مهمًا في تطوير سوق التكنولوجيا الخضراء.